# Winter (thị trấn), Wisconsin
Winter là một thị trấn thuộc quận Sawyer, tiểu bang Wisconsin, Hoa Kỳ. Năm 2010, dân số của thị trấn này là 867 người.